# Tarawa-Klasse
Bei der Tarawa-Klasse handelte es sich um amphibische Angriffsschiffe der United States Navy. Ihre Designation LHA steht für Landing Deck, Helicopter Assault. Neben Hubschraubern transportieren die Schiffe auch Landungsboote. Die Klasse ist benannt nach der Insel Tarawa, auf der die US Marines im Zweiten Weltkrieg in der Schlacht um die Gilbertinseln gekämpft haben.

## Geschichte

### Planung und Bau
Die Planung der Tarawa-Klasse begann Mitte der 1960er Jahre. Geplant wurde die bis dahin raum- und gewichtsmäßig größte Klasse amphibischer Angriffsschiffe. Sie ergänzten die als reine Hubschrauberträger gebauten Schiffe der Iwo-Jima-Klasse. Als solche bildete sie die Basis für eine neue Philosophie der US-Marine. Bisherige Landeoperationen mussten mit mehreren Klassen gefahren werden, die Landungsboote, Ausrüstung und Hubschrauberunterstützung für die Landungstruppen bereitstellten. So konnten die Landing Platform Docks der Austin-Klasse nur eine sehr begrenzte Anzahl an Transporthubschraubern aufnehmen, mit den Schiffen der Tarawa-Klasse konnten auch gemischte Hubschraubergruppen mit Angriffskapazitäten eingeschifft werden. Auch spezielle Frachtschiffe, so genannte Amphibious cargo ships wurden durch die Entwicklung der Tarawa-Klasse obsolet.
1968 wurde der Auftrag als so genanntes Total Package System (d. h. die gesamte Klasse wird von einer Werft gebaut) an Ingalls Shipbuilding vergeben. Diese Werft fertigte die Schiffe in Modularbauweise: Der Rumpf wurde in vier Sektionen gefertigt, die später zusammengesetzt und mit der Inselsektion zur fertigen Einheit ergänzt wurden. Ursprünglich waren Kosten von ca. 160 Mio. US-Dollar für eine Einheit vorgesehen, durch Verzögerungen während des Baus und starke Inflation kostete eine Einheit schließlich ca. 300 Mio. Dollar. Ein weiterer Grund für die Preissteigerung war die Entscheidung der Marine 1971, die Klasse von neun auf nur mehr fünf Einheiten zu reduzieren.

### Gegenwart und Zukunft

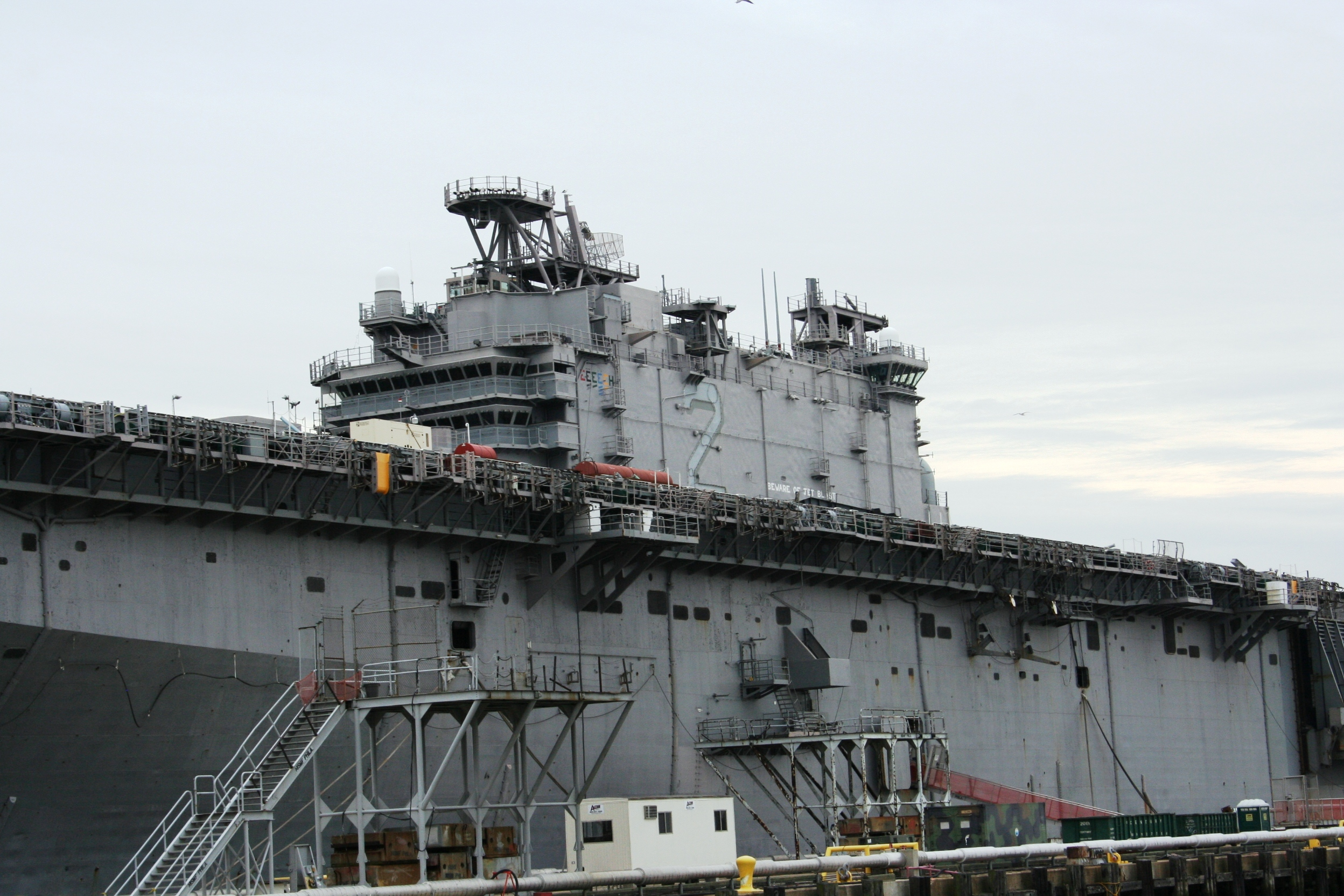
Die Saipan nach ihrer Außerdienststellung

Die Schiffe der Tarawa-Klasse wurden zwischen 1976 und 1980 in Dienst gestellt und waren ursprünglich für eine Lebenserwartung von 35 Jahren ausgelegt. Danach wäre die erste Einheit 2011 außer Dienst gegangen. Bereits 1998 dachte die Navy darüber nach, die Schiffe dann in einem Service Life Extension Program zu überholen und die Einsatzzeit so um bis zu 15 Jahre zu verlängern. Kosten von bis zu einer Milliarde Dollar ließen diese Gedankenspiele jedoch bald enden. Stattdessen wurde bereits 2005 die erste Einheit der Klasse, Belleau Wood, außer Dienst gestellt, 2007 folgte mit der Saipan eine weitere. Die Tarawa, das Typschiff, ging 2009 außer Dienst. Gründe für die Streichung der Klasse sind generelle Kosteneinsparungen durch die Vermeidung von Überholungen und Betriebskosten, aber auch die weitgehende Inkompatibilität mit Kriegsgerät des 21. Jahrhunderts und der schlechte allgemeine Zustand der Schiffe. Die Nassau wurde im März 2011 außer Dienst gestellt und die Peleliu folgte als letztes Schiff der Klasse im März 2015. Nach der vorzeitigen Außerdienststellung der Bonhomme Richard wird allerdings eine vorübergehende Reaktivierung der Nassau oder Peleliu in Erwägung gezogen.
Die Tarawa-Klasse bildete zusammen mit der Wasp-Klasse das Rückgrat für die amphibische Kriegsführung der US Navy. Als Ersatz ist die America-Klasse geplant, im Wesentlichen eine größere Version der letzten Wasp-Einheit Makin Island.

## Einheiten
| Name         | Auftragsvergabe   | Kiellegung        | Stapellauf        | Indienststellung   | Außerdienststellung | Bemerkungen                                                     |
| ------------ | ----------------- | ----------------- | ----------------- | ------------------ | ------------------- | --------------------------------------------------------------- |
| Tarawa       | 1. Mai 1969       | 15. November 1971 | 1. Dezember 1973  | 29. Mai 1976       | 31. März 2009       | Am 19. Juli 2024 als Zielschiff versenkt                        |
| Saipan       | 15. November 1969 | 21. Juli 1972     | 20. Juli 1974     | 15. Oktober 1977   | 20. April 2007      | Abbruch bei International Shipbreaking in Brownsville (Texas)   |
| Belleau Wood | 15. November 1969 | 5. März 1973      | 11. April 1977    | 23. September 1978 | 28. Oktober 2005    | Am 13. Juli 2006 als Zielschiff versenkt                        |
| Nassau       | 6. November 1970  | 13. August 1973   | 21. Januar 1978   | 28. Juli 1979      | 31. März 2011       | 2021 bei International Shipbreaking in Brownsville verschrottet |
| Peleliu      | 6. November 1970  | 12. November 1976 | 25. November 1978 | 3. Mai 1980        | 31. März 2015       | Reserveflotte                                                   |

## Technik

### Rumpf

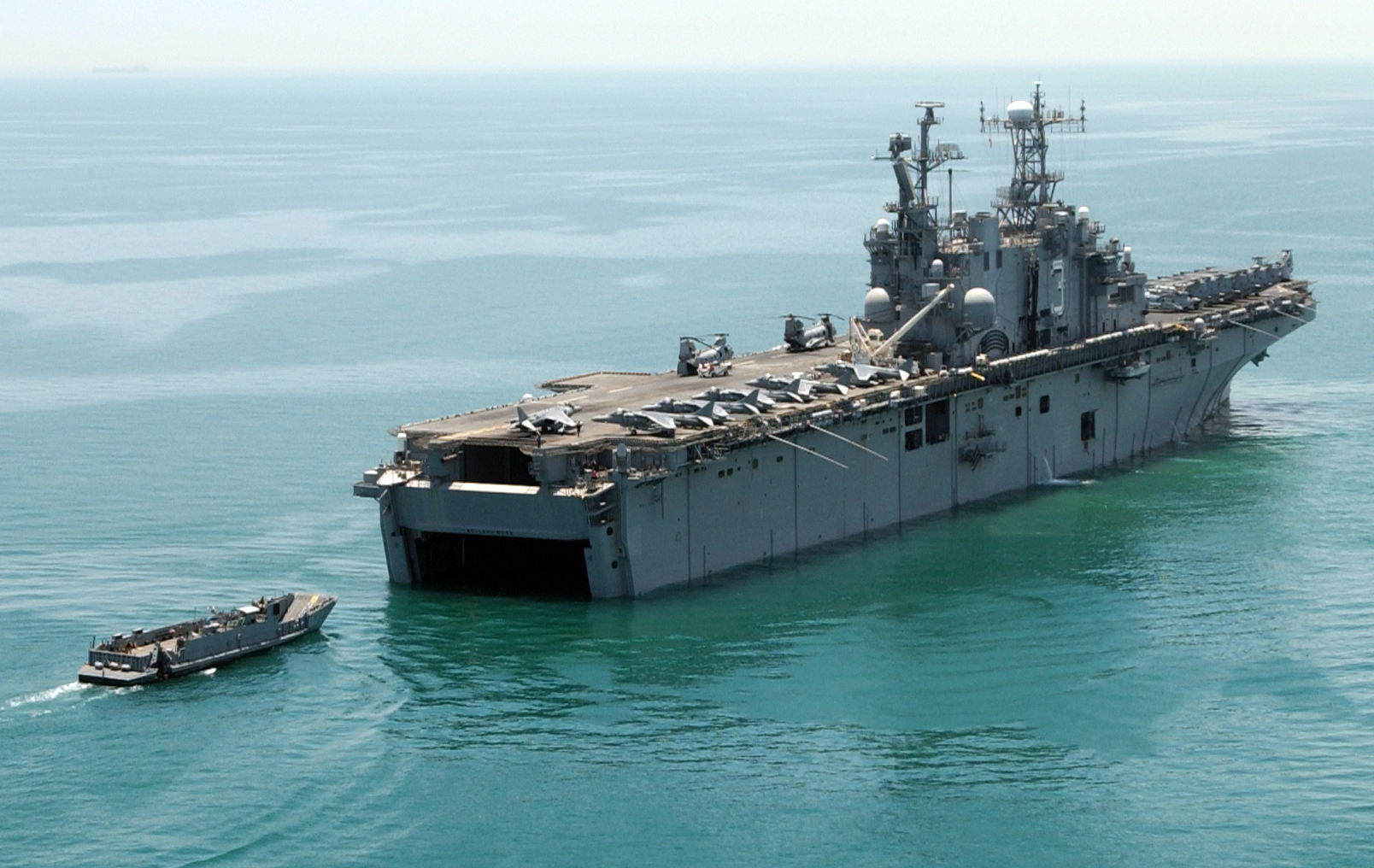
Belleau Wood vom Heck, Ballasttanks geflutet, Welldeck offen

Der Rumpf der Schiffe ist 250 Meter lang und 31 Meter breit. Dies sind ungefähr die Ausmaße eines Flugzeugträgers aus dem Zweiten Weltkrieg. Jedoch liegt die Verdrängung mit über 40.000 Tonnen, im Gegensatz zu unter 30.000 bei den Trägern der Essex-Klasse, bedeutend höher. Im Gegensatz zu diesen ist das Flugdeck allerdings nicht angewinkelt, sondern gerade, da keine langen Startbahnen benötigt werden. Die Aufbauten beschränken sich wie bei Flugzeugträgern auf eine sogenannte Insel, die sich mittschiffs Steuerbord befindet und sämtliche Kontrollräume des Schiffes enthält. Außerdem sind an dieser Radarantennen angebracht.
Direkt unter dem Flugdeck in der achteren Hälfte befindet sich ein Hangar für die Fluggeräte an Bord. Diese können über zwei Aufzüge an Deck gebracht werden. Der achtern befindliche Aufzug hat eine maximale Last von etwa 40 t (80.000 Pfund), der an Backbord gelegene nur die Hälfte. Unter dem Hangar befindet sich das Welldeck mit einem flutbaren Dockraum, aus dem die Landungsboote das Schiff verlassen können. An Bord fahren neben den 82 Offizieren und über 880 Mannschaften auch 1.900 Marines als Landungstruppen mit. Neben Unterkunfts- und Aufenthaltsräumen für diese fast 3.000 Menschen gibt es auf den Schiffen einen Stabsraum, dank dessen die Schiffe als Flaggschiff dienen können, sowie ein Lazarett mit Platz für 300 Verwundete und mit vier Operationssälen.

### Antrieb
Der Antrieb der Schiffe besteht aus zwei Dampfturbinen, die ihren Dampf von zwei Kesseln erhalten. Auf die zwei Propeller wirken 56 Megawatt (70.000 Wellen-PS). Damit können die Schiffe Geschwindigkeiten von ca. 24 Knoten erreichen. Die Reichweite ohne unterwegs zu bunkern liegt bei ca. 10.000 Seemeilen (18.520 Kilometer). Da die Tarawas auch bei niedriger Geschwindigkeit eine hohe Manövrierfähigkeit benötigen, um Landungsboote abzusetzen beziehungsweise aufzunehmen, besitzen die Schiffe ein Bugstrahlruder mit einer Leistung von rund 590 kW (800 PS). Das Antriebssystem und seine Steuerung und Überwachung sind zentralisiert, um die Besatzungszahl in diesem Bereich möglichst klein zu halten.

### Eingeschiffte Fahrzeuge

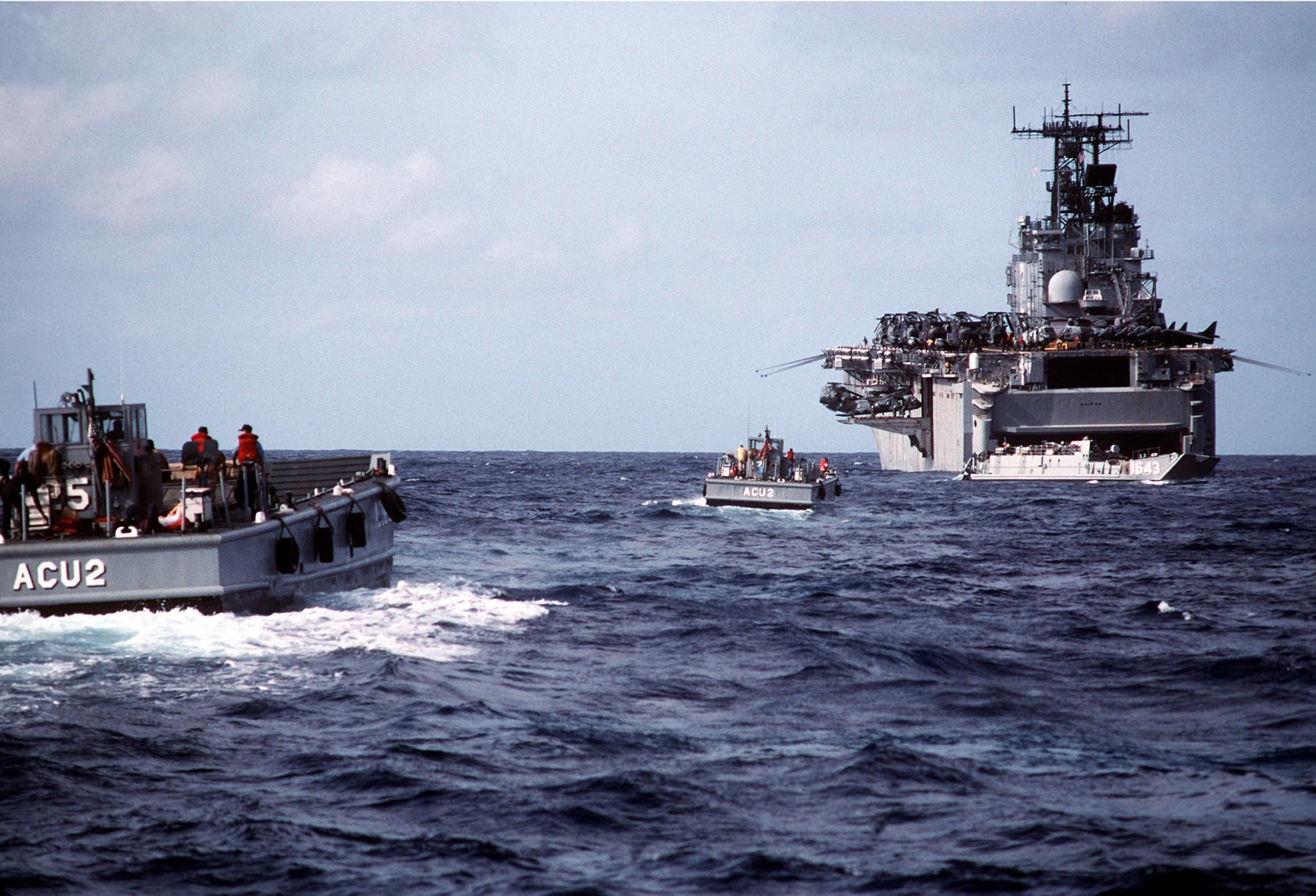
Landungsboote steuern während der Operation Sharp Edge das Welldeck der Saipan an

Als Mehrzweckschiffe können die Einheiten der Tarawa-Klasse sowohl senkrechtstartende Flugzeuge (VTOL) und Hubschrauber als auch Landungsboote transportieren. Welche Mischung auf einer Mission mitgeführt wird, hängt vom aktuellen Ziel des Einsatzes ab. Hubschrauber, die mitgeführt werden können, sind der Bell AH-1W SuperCobra, der Boeing-Vertol CH-46 Sea Knight, der Sikorsky CH-53 Sea Stallion und der Bell UH-1N Huey, außerdem das VTOL-Flugzeug McDonnell Douglas AV-8B Harrier. Normalerweise werden die Typen CH-46 und CH-53 als Transporthubschrauber eingesetzt, während die restlichen Modelle Angriffsluftfahrzeuge sind. Es werden gut 25 Hubschrauber mitgeführt.
Im Welldeck können mehrere Typen von Landungsbooten mitgeführt werden. Standardmäßig sind dies zwei konventionelle Landungsboote Typ LCU sowie ein Luftkissen-Landungsboot LCAC und mehrere kleine Landungsboote. Zum Ausschwimmen der LCU nimmt eine Einheit der Tarawa-Klasse bis zu 12.000 Tonnen Seewasser auf, wodurch sich die Luke auf Wasserniveau absenkt. Das LCAC kann über die heruntergeklappte Rampe schweben.
Für den Fahrzeugtransport steht eine Fläche von 3134 Quadratmeter zur Verfügung, die vom Dockraum über eine Rampe zu erreichen ist.

### Bewaffnung und Elektronik

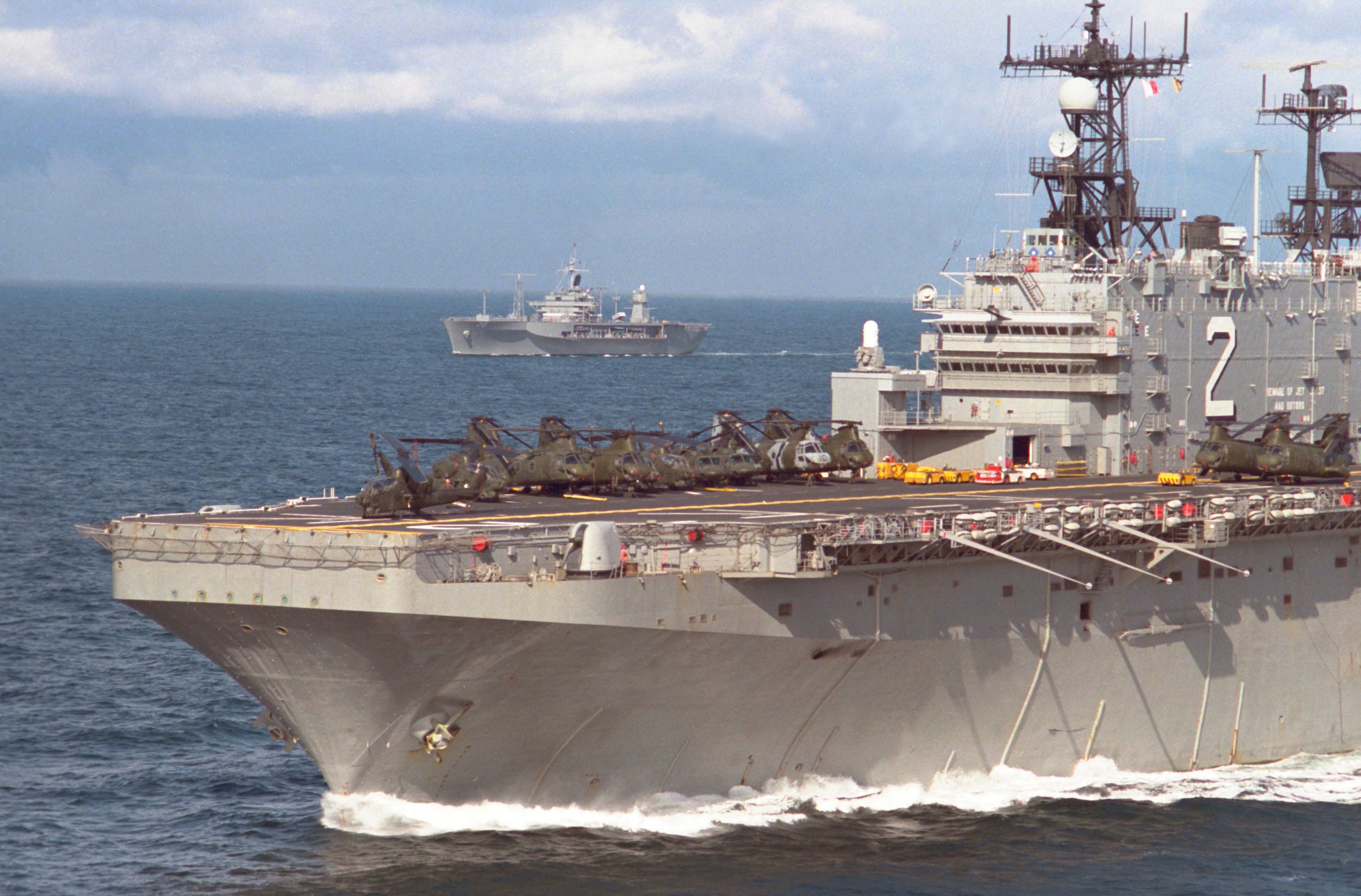
Saipan 1986: Vorn ein Geschütz Mk. 45, vor der Insel Phalanx (weiße Kuppel). Auf dem vorderen Mast Radar zur Geschützkontrolle, auf dem hinteren Suchradar

Die Bewaffnung auf den Schiffen selber ist relativ schwach. Zu Beginn bestand sie aus drei Geschützen Mk. 45 mit Kaliberlänge 54, die, an drei Ecken des Flugdecks installiert, gegen Luft- und Bodenziele in Bereich bis ca. 10 Meilen eingesetzt werden konnten. Zusätzlich waren zwei Starter für Luftabwehrraketen RIM-7 Sea Sparrow an der Insel installiert.
Während der 1990er Jahre wurden die Geschütze ersatzlos von Bord genommen, da der Küstenbeschuss, für den sie hauptsächlich vorgesehen waren, nicht mehr von den Dockschiffen durchgeführt werden sollte. Seitdem besteht die Bewaffnung der Klasse – neben einigen Maschinengewehren, unter anderem vom Typ MK-38 – aus zwei Nahbereichsverteidigungssystemen vom Typ Phalanx CIWS sowie aus zwei Startern für je 21 RIM-116 Rolling Airframe Missile, ist also nun rein defensiv.
Die Schiffselektronik befindet sich auf oder nahe der Insel. Als Navigationsradar wird das SPS-64 eingesetzt. Das Oberflächensuchradar ist das Norden Systems SPS-67 mit einer Reichweite von knapp 100 Kilometern. Luftüberwachung wird von einer Kombination aus Lockheed SPS-40E (Richtungssuche) und ITT-Gilfillan SPS-48E (Höhenfinder) mit einer Reichweite von 125 Meilen (200 Kilometer) geleistet. Diese sind auf dem achteren Mast der Insel installiert. Für die Flugkontrolle, also die Bewegungen eigener Luftfahrzeuge in unmittelbarer Nähe der Schiffe dienen die Systeme SPN-35 und SPN-43. Auf dem vorderen Mast befinden sich Radare Typ SPQ-9 und SPG-60 zur Steuerung der Geschütze.
Die Systeme zur elektronischen Kampfführung bestehen aus dem SLQ-32. Die Antennen können für Fernmelde- und elektronische Aufklärung sowie als Störsender eingesetzt werden. Ebenfalls zum SLQ-32-Paket gehört das Mark 36 SRBOC, das Düppel und Flares in die Luft schießt, die sowohl anfliegende Raketen mit Radar- wie auch mit Infrarotsuchkopf vom Schiff ablenken sollen.

## Einsatzprofil

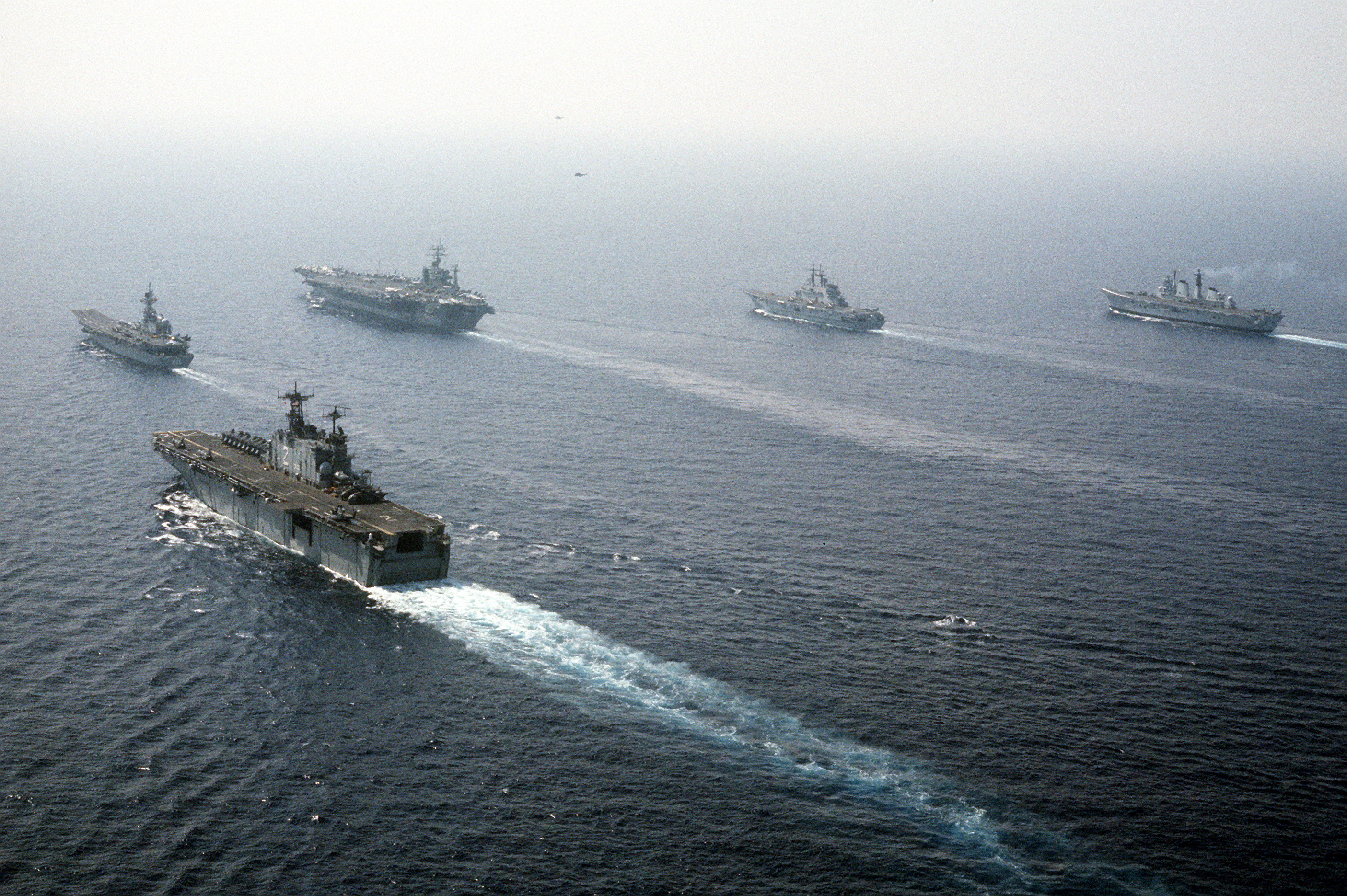
Saipan im Rahmen einer multinationalen Taskforce

Die Schiffe der Tarawa-Klasse verlegen normalerweise im Rahmen einer so genannten Amphibious Ready Group oder einer Amphibious Strike Group, in der neben dem amphibischen Angriffsschiff und einem Docklandungsschiff auch mehrere Eskorten fahren. Grundsätzlich eignen sich die Schiffe, da sie mit Stabsräumen und einem CIC (Command Information Center) ausgerüstet sind, auch als Kommandoplattform, von der mit Hubschraubern Angriffe oder CSAR geflogen werden können. Der Einsatz als reiner Hubschrauberträger – wenn auch mit erhöhter Machtprojektion durch die Anwesenheit von 1900 Marines – ist auch die häufigste Rolle, in der die Schiffe eingesetzt werden, da amphibische Landungen in den Planungen der US-Streitkräfte nur eine untergeordnete Rolle spielen.
Einsätze von den Schiffen der Tarawa-Klasse umfassen Fahrten während der Operation Desert Storm, Operation Iraqi Freedom sowie während und nach der Jugoslawienkriege und des Kosovokriegs. Während des Afghanistankrieges wurden auf der Peleliu unter anderem der „amerikanische Taliban“ John Walker Lindh festgehalten. Die Hubschrauber und der zur Verfügung stehende Platz an Bord lassen die Schiffe auch für humanitäre Operationen geeignet erscheinen, mehrfach wurden die Schiffe zur Hilfe in von Naturkatastrophen oder Kriegen gebeutelte Regionen entsandt.